# Aston Martin Vanquish (2024)
Aston Martin Vanquish är en sportbil som den brittiska biltillverkaren Aston Martin presenterade i september 2024.
Den senaste Vanquish-modellen har kaross byggd i kolfiber. Leveranserna beräknas börja i slutet av året.
Versioner:
| Modell   | Motor               | Cylindervolym | Effekt           | Vridmoment        | Bränslesystem              |
| -------- | ------------------- | ------------- | ---------------- | ----------------- | -------------------------- |
| Vanquish | 12-cyl V-motor DOHC | 5204 cm³      | 835 hk vid v/min | 1000 Nm vid v/min | Direktinsprutning, biturbo |